# الشيح وحيد البذرة
الشيح وحيد البذرة (الإسم العلمي: Artemisia monosperma) او العاذر هو نوع من النباتات المزهرة في جنس الشيح، من الفصيلة النجمية، موطنه ليبيا، مصر، بلاد الشام، وشبه الجزيرة العربية. له دور مهم في التعاقب البيئي من خلال تثبيت الكثبان الرملية.